# Irwin Chanin
Irwin Salmon Chanin ou Irwin Chanin, né le 29 octobre 1891 et mort le 24 février 1988, est un architecte américain.

## Réalisations

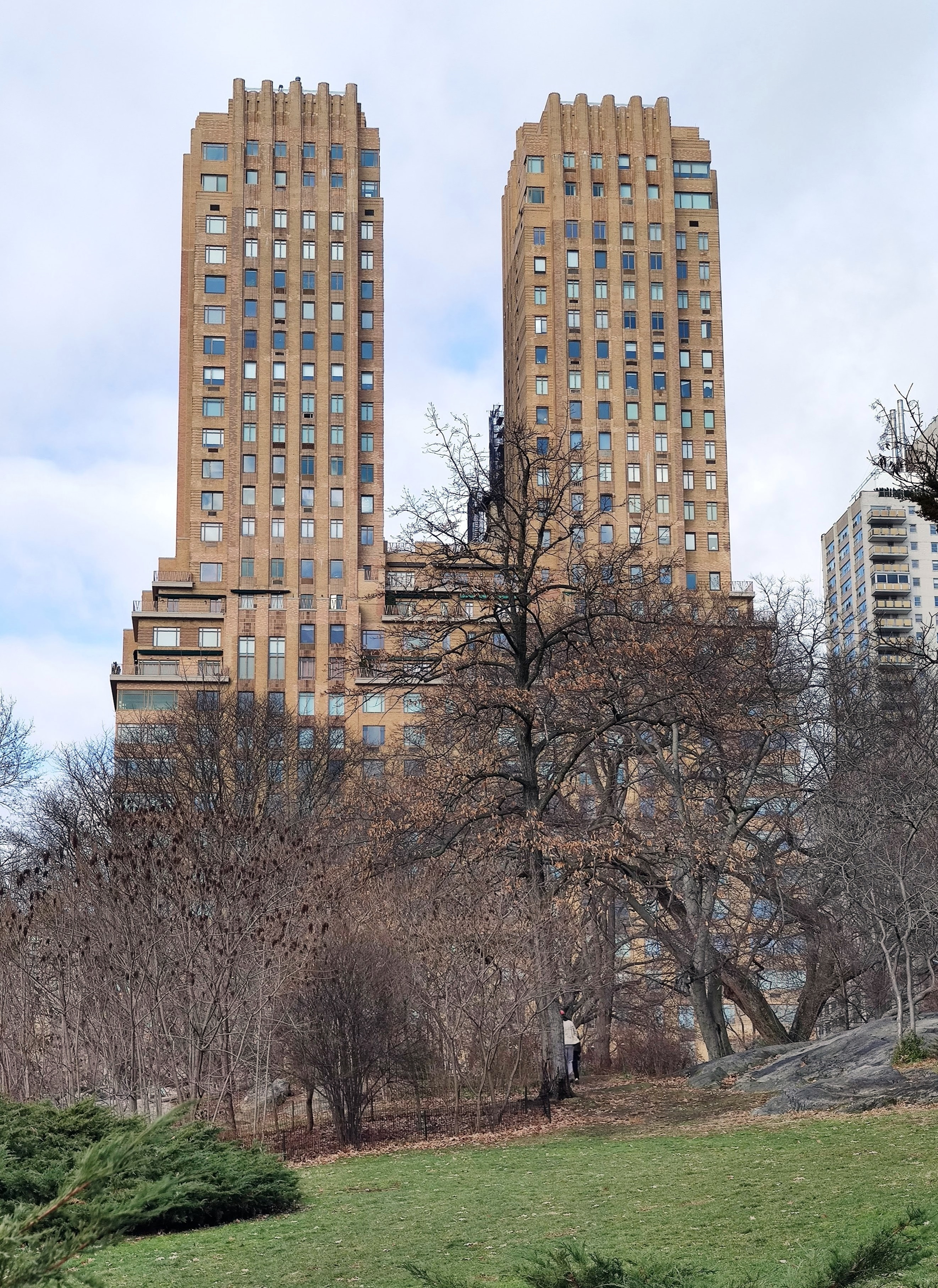
The Majestic, Central Park West, New York.

- The Majestic (1931)[1].